# Leo von Klenze

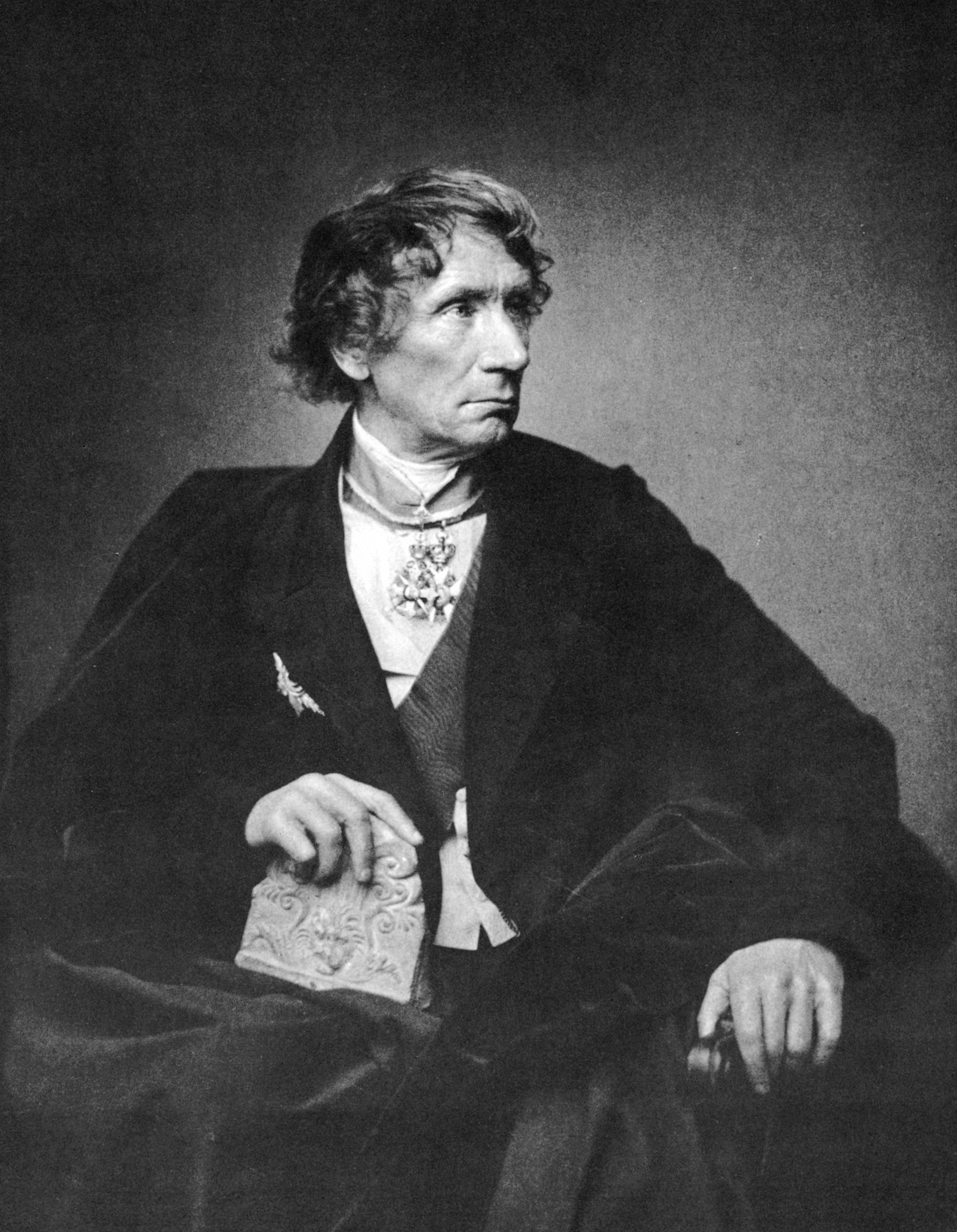
Leo von Klenze (foto Franz Hanfstängl, 1856)

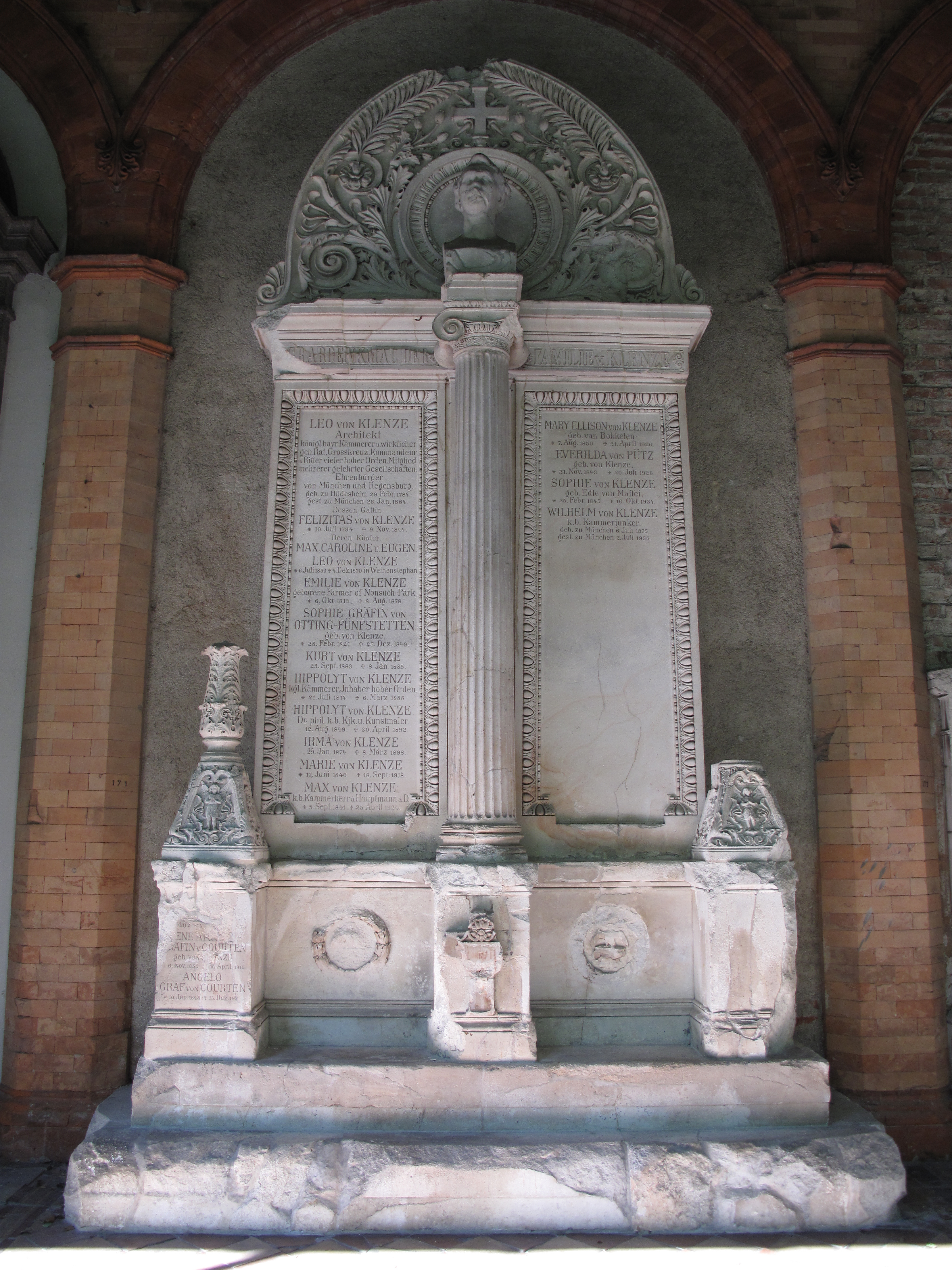
Von Klenze's graf in München

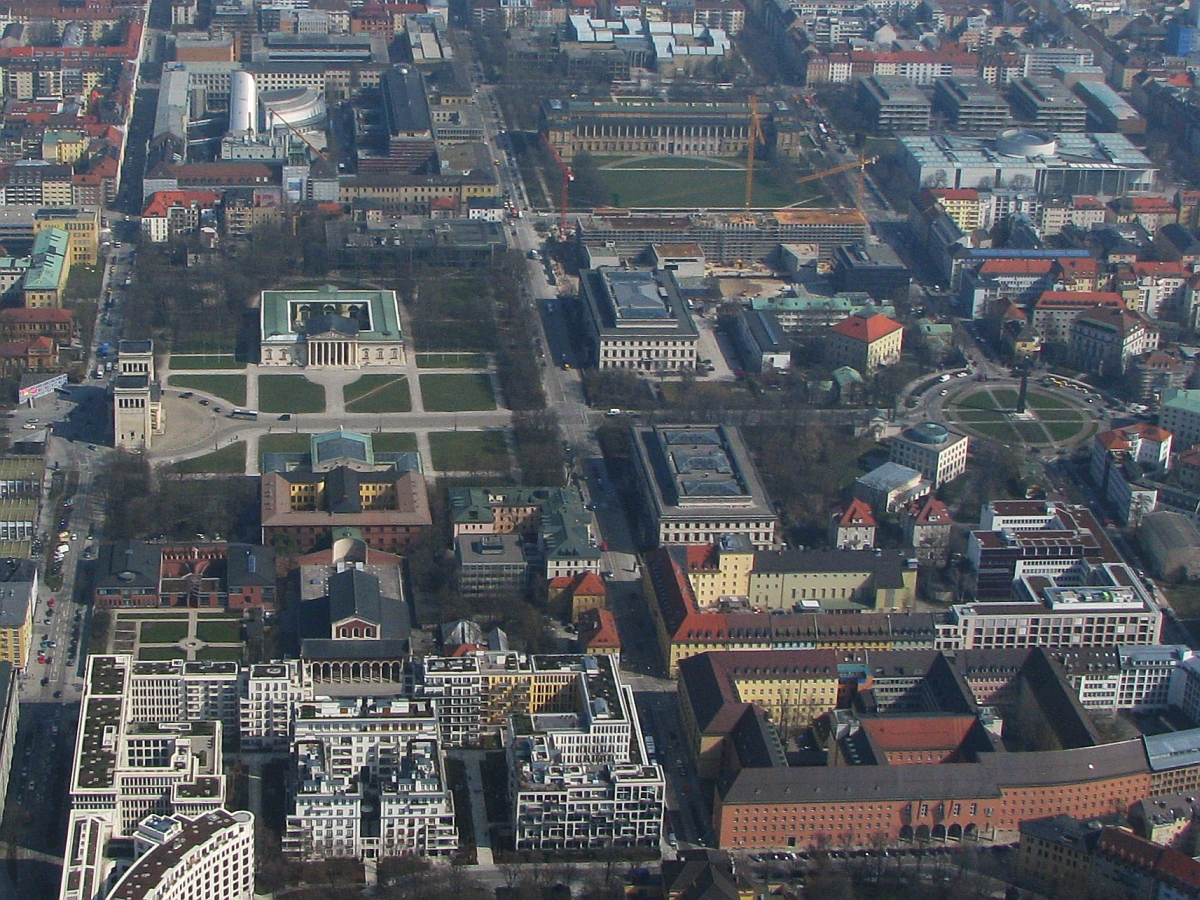
Bouwwerken van Von Klenze in München, onder andere Königsplatz en Alte Pinakothek

Leo von Klenze, voluit Franz Karl Leopold von Klenze (29 februari 1784, Buchladen bij Schladen - 26 januari 1864, München) was een Duits neoclassicistisch architect, schilder en schrijver. Als hofarchitect van Lodewijk I van Beieren kan Von Klenze gerekend worden tot de meest prominente vertegenwoordigers van de neoclassicistische architectuur.

## Biografie
Von Klenze studeerde architectuur en planologie bij Friedrich Gilly in Berlijn en werkte daarna op het atelier van Charles Percier en Pierre François Léonard Fontaine in Parijs. Tussen 1808 en 1813 werkte hij als hofarchitect voor Jérôme Bonaparte, koning van Westfalen.
Vanaf 1816 was hij hofarchitect van Lodewijk I van Beieren. De koning was een groot liefhebber van het Hellenisme en dit zou voor een belangrijk deel de architectuurtaal van Von Klenze bepalen. In München ontwierp hij voor de Beierse koning onder andere de Ludwigstrasse, de Ruhmeshalle, de monopteroi in de Englischer Garten en bij Slot Nymphenburg, en een klassiek gebouwenensemble op de Königsplatz, wellicht het bekendste neo-Hellenistische ensemble ter wereld.
Eveneens in opdracht van Ludwig I, bouwde hij langs de oevers van de Donau nabij Regensburg het Walhalla, een pantheon voor beroemde 'Germanen' in de vorm van een Griekse tempel, vernoemd naar het Walhalla uit de Noordse mythologie. Later voltooide Von Klenze, eveneens aan de Donau, de Befreiungshalle, een groots monument ter herinnering aan de Duitse bevrijdingsoorlog (1813-15).
Nadat Griekenland in 1830 onafhankelijk was geworden, werd Ludwigs zoon Otto I in 1832 koning van Griekenland. Von Klenze werd naar Athene gestuurd om de nieuwe hoofdstad vorm te geven in de stijl van het oude Griekenland. Hij maakte er onder andere een plan voor de restauratie van de Akropolis. Bij zijn reizen door Griekenland en Italië bestudeerde hij de antieke architectuur en was soms zelfs betrokken bij opgravingen.
In 1838 gaf de Russische tsaar Nicolaas I opdracht aan Leo von Klenze om een nieuw gebouw aan het Winterpaleis in Sint-Petersburg toe te voegen. Von Klenze kreeg de prestigieuze opdracht voor de Nieuwe Hermitage waarschijnlijk omdat hij al eerder musea in München had gebouwd (onder andere de Glyptothek en de Alte Pinakothek).
Von Klenze was behalve architect ook een geoefend schilder en tekenaar. Zijn schilderijen tonen meestal antieke gebouwen, die soms model stonden voor zijn eigen ontwerpen. Von Klenze verzamelde ook werk van andere Duitse schilders. In 1841 verkocht hij zijn verzameling van 58 genre- en landschapsschilderijen aan Ludwig I, waar ze de kerncollectie vormden van de Neue Pinakothek.
Leo von Klenze stierf in 1864 en ligt begraven op de Alter Südfriedhof in München.

## Bouwwerken
- In München:
  - De Ludwigstrasse' (1816-27), na 1827 door Friedrich von Gärtner voltooid
  - Glyptothek (1816–30)
  - Alte Pinakothek (1826-36)
  - Delen van de Residenz (koninklijk paleis) - de Königsbau, de Festsaalbau en de Allerheiligen-Hofkirche (1826–1842)
  - Monopteros in de Englischer Garten (1836)
  - Propyleeën-poort (1846–62)
  - Ruhmeshalle op de Theresienwiese (1850)
  - Monopteros in het park van Slot Nymphenburg (postuum)
- Elders in Beieren:
  - Walhalla bij Regensburg (1816–42)
  - Befreiungshalle in Kelheim (1863)
  - Kasteel van Ismaning, gebouwd voor Eugène de Beauharnais (1816)
  - Neues Schloss in Pappenheim (1819–20)
- Elders in Duitsland:
  - Balzaal in het Bergpark Wilhelmshöhe, Kassel (1809–10)
- Elders in Europa:
  - Nieuwe Hermitage in Sint-Petersburg, Rusland (1839–52)
  - katholieke kathedraal van Sint Dionysios in Athene, Griekenland (1853–65)

## Afbeeldingen

Architectuurtekeningen
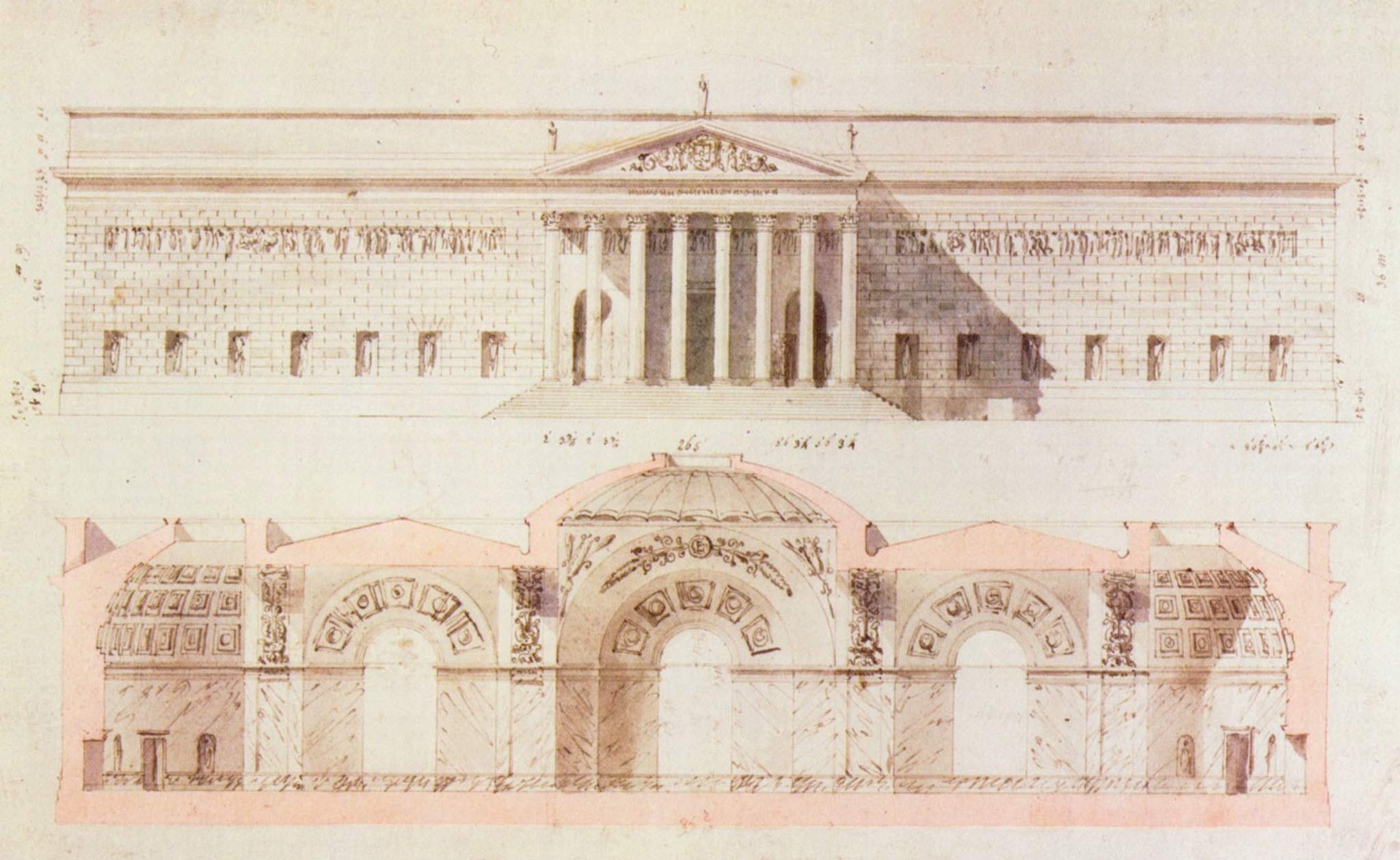
Glyptotheek, München (1816–34)
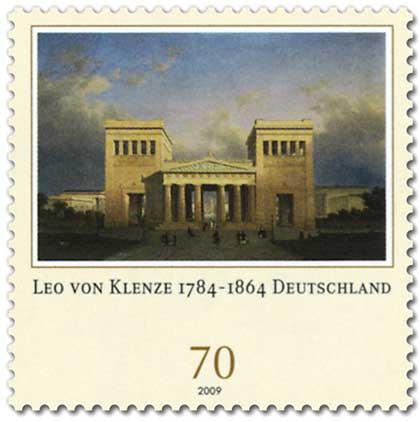
Propyleeën op jubileumpostzegel (2009)
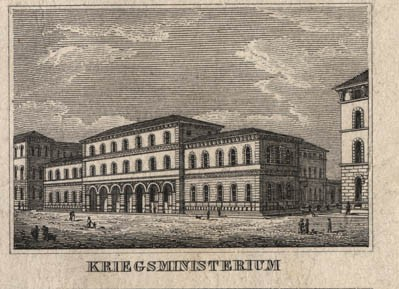
Beiers Ministerie van Oorlog, München (1833)
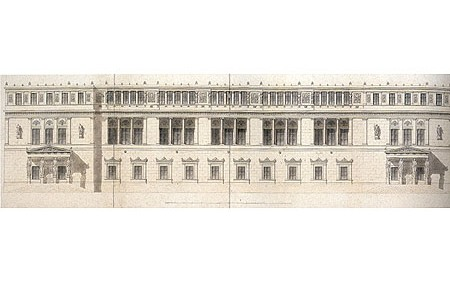
Nieuwe Hermitage, St.-Petersburg, 1839/1850

Architectuurfoto's
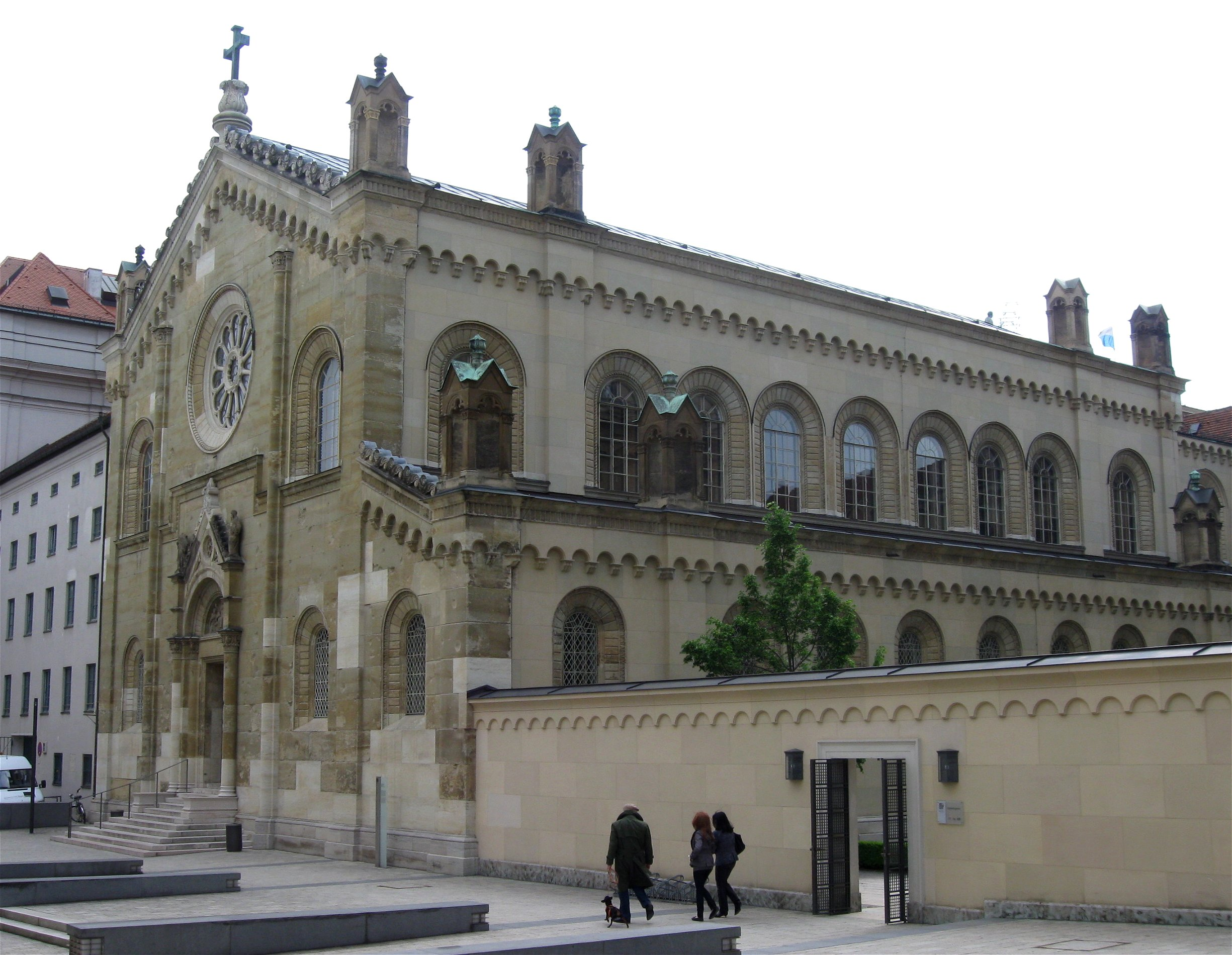
Allerheiligen-Hofkirche, München
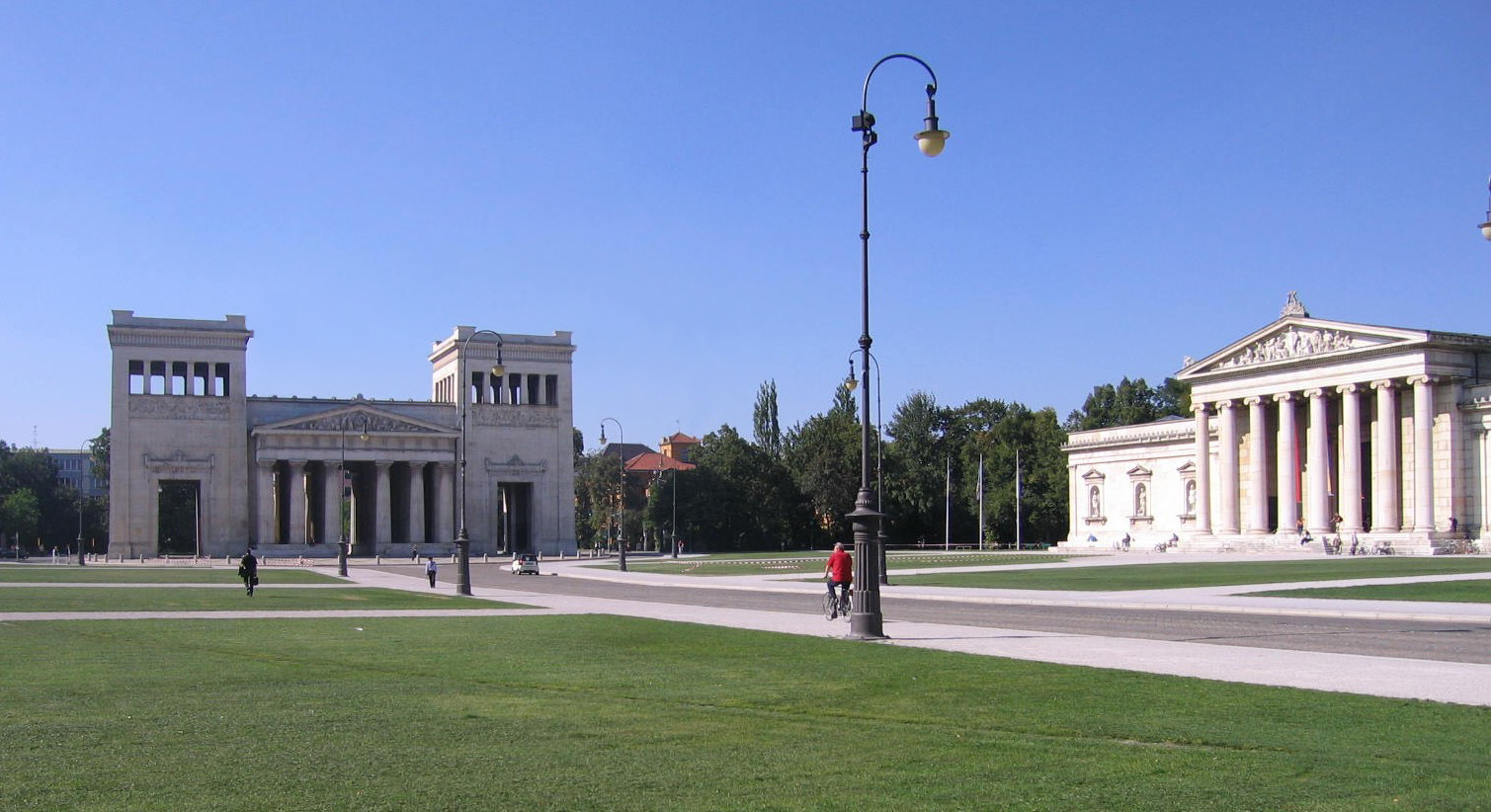
Königsplatz (München) met Propyleeën en Glyptotheek
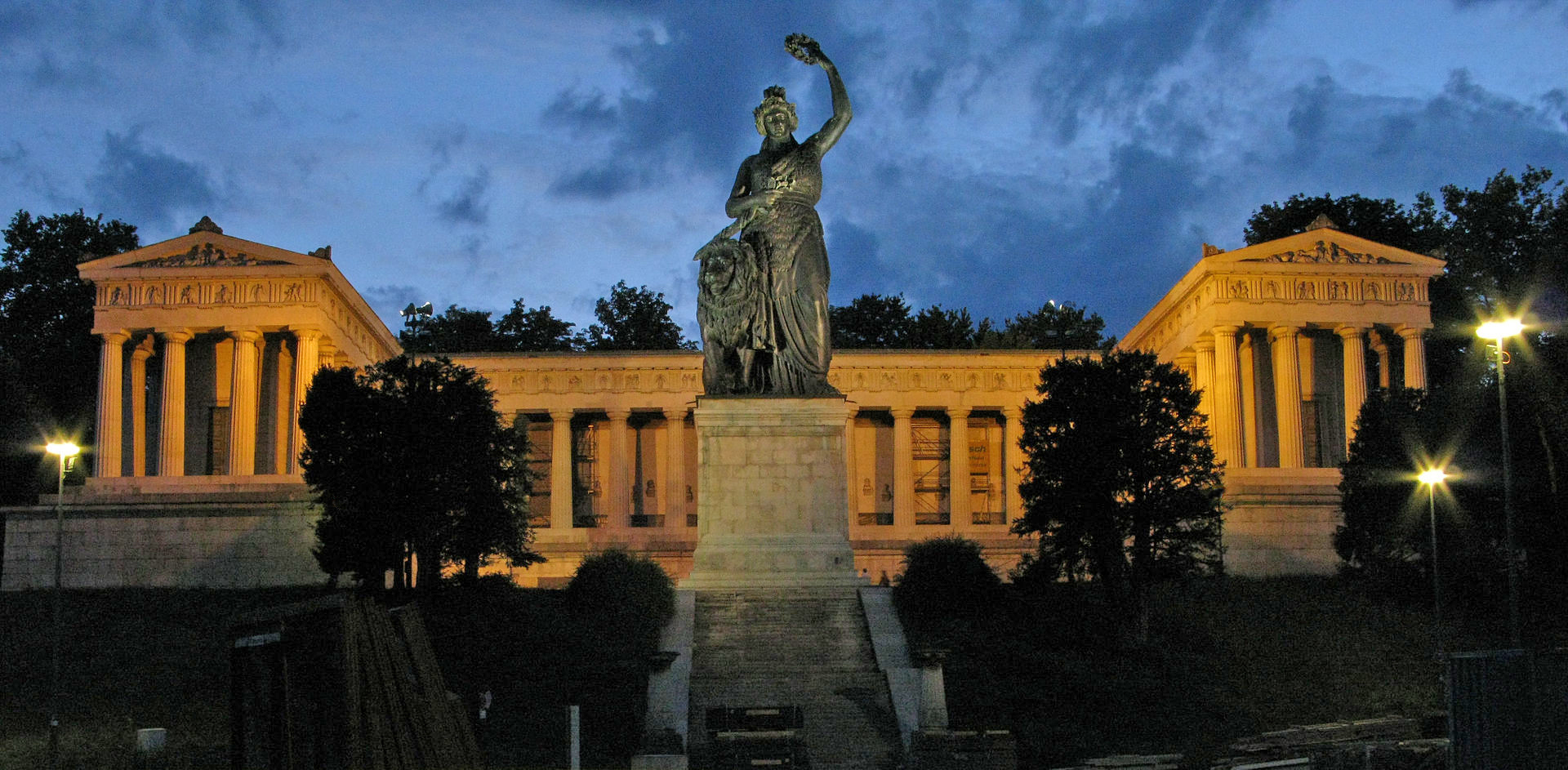
Ruhmeshalle, München
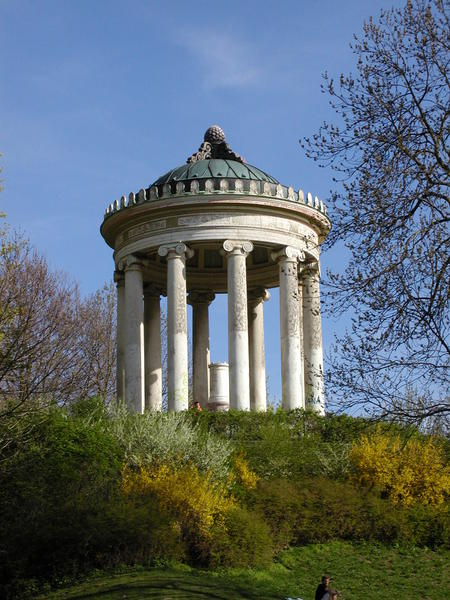
Monopteros, Englischer Garten, München
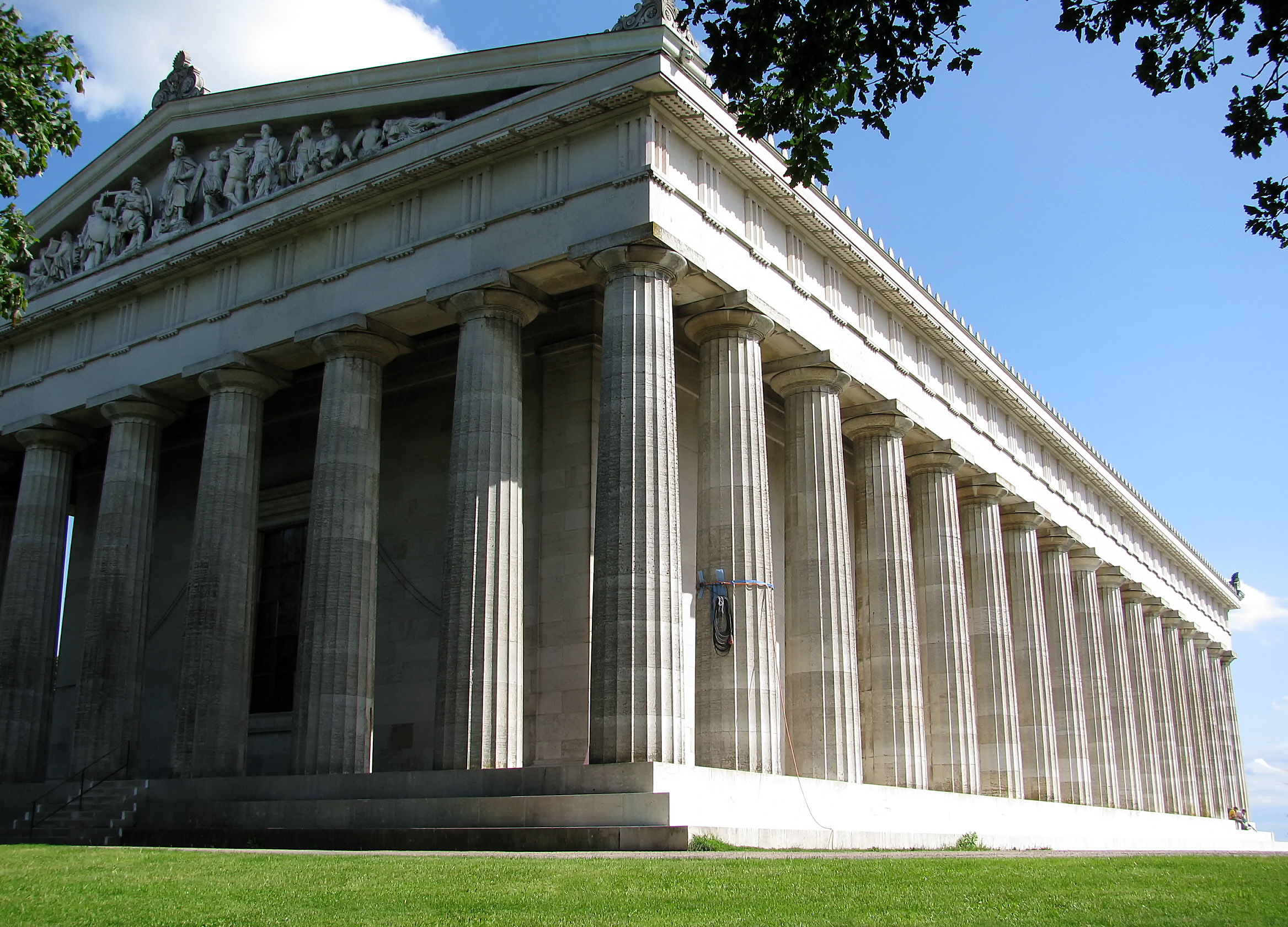
Walhalla in Donaustauf
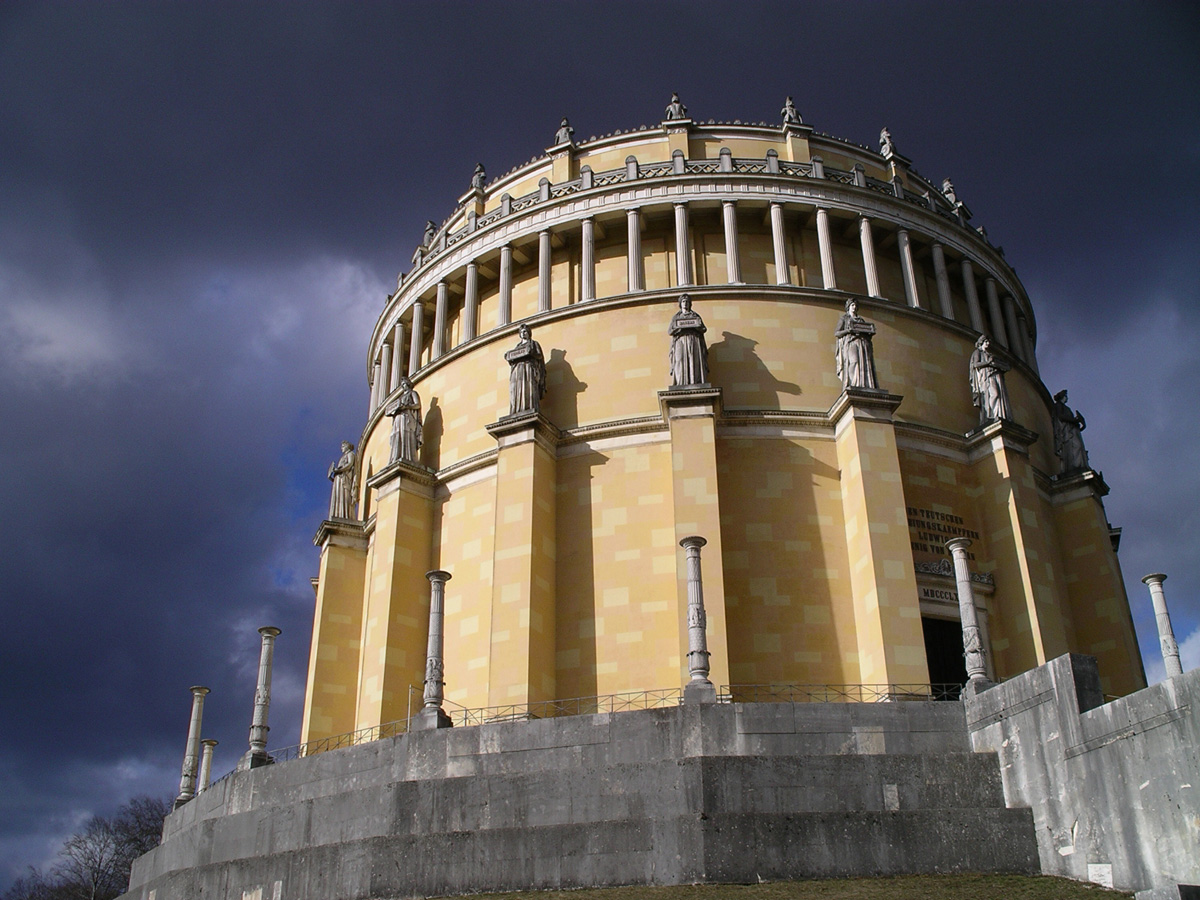
Befreiungshalle in Kelheim
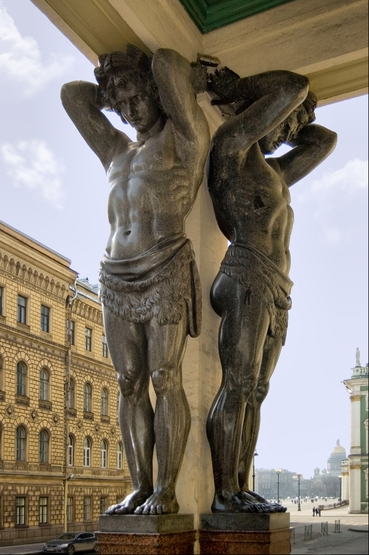
Atlanten, Nieuwe Hermitage, St.-Petersburg
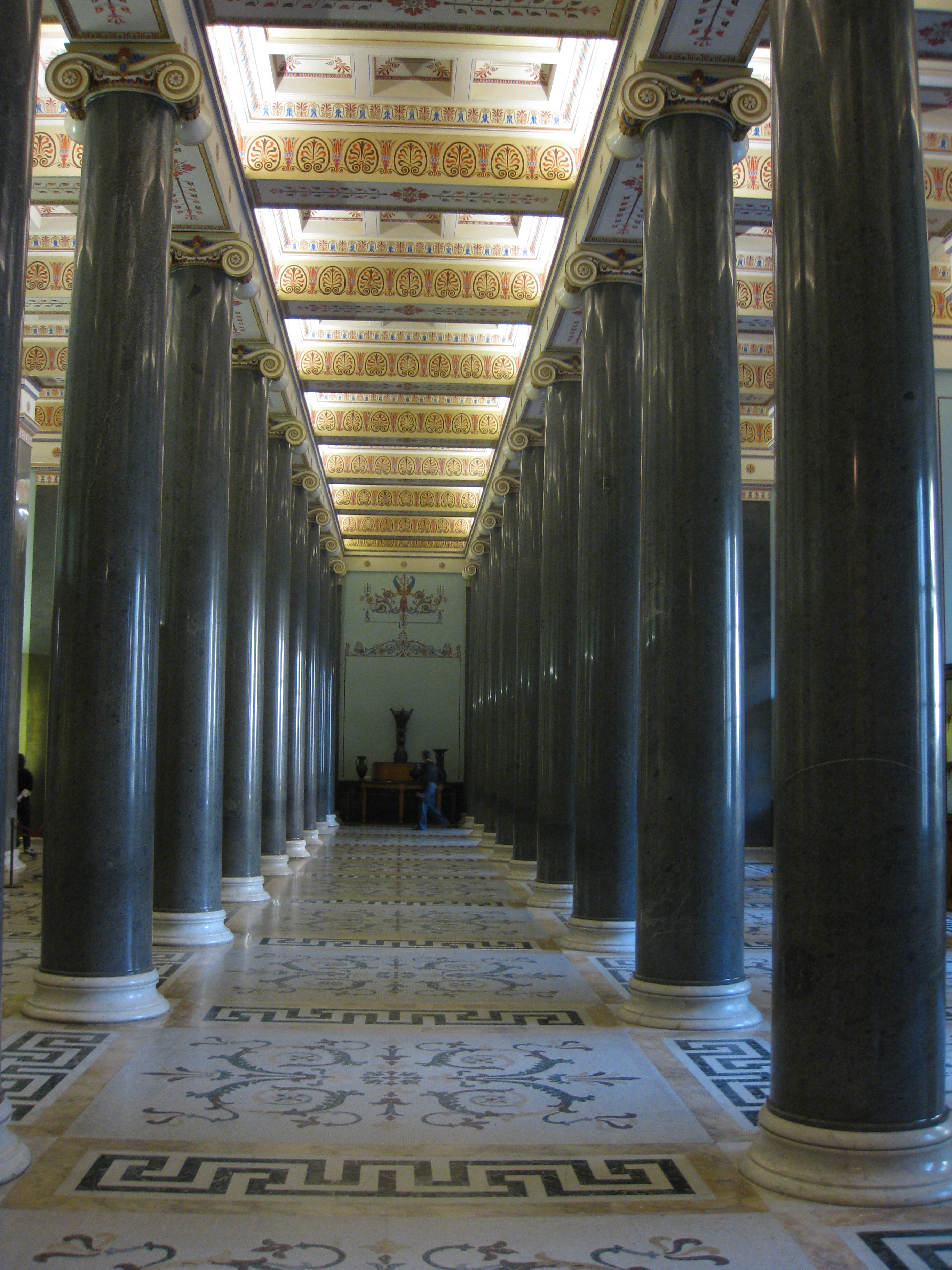
Interieur Hermitage

Schilderijen
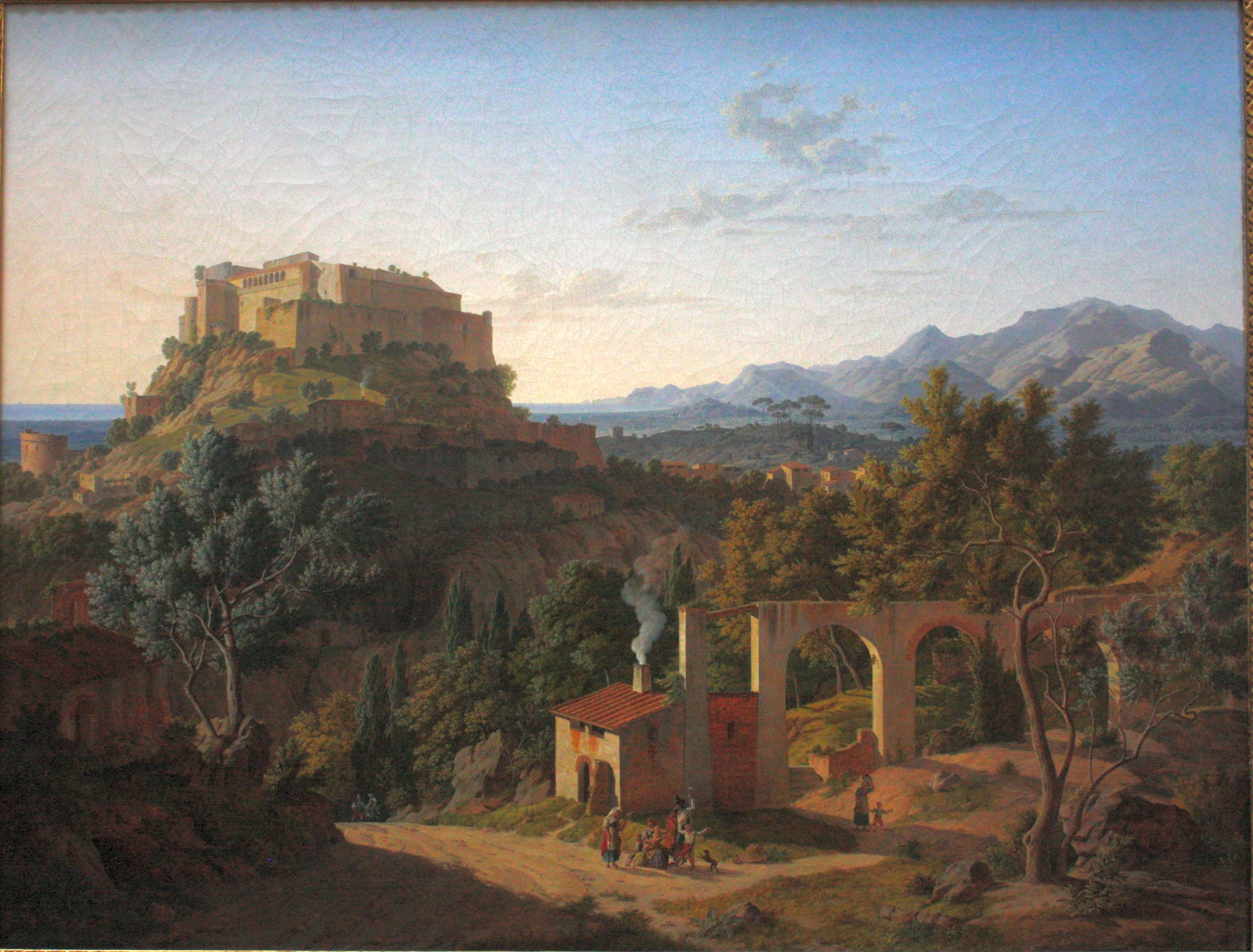
Landschap bij Carrara, 1827
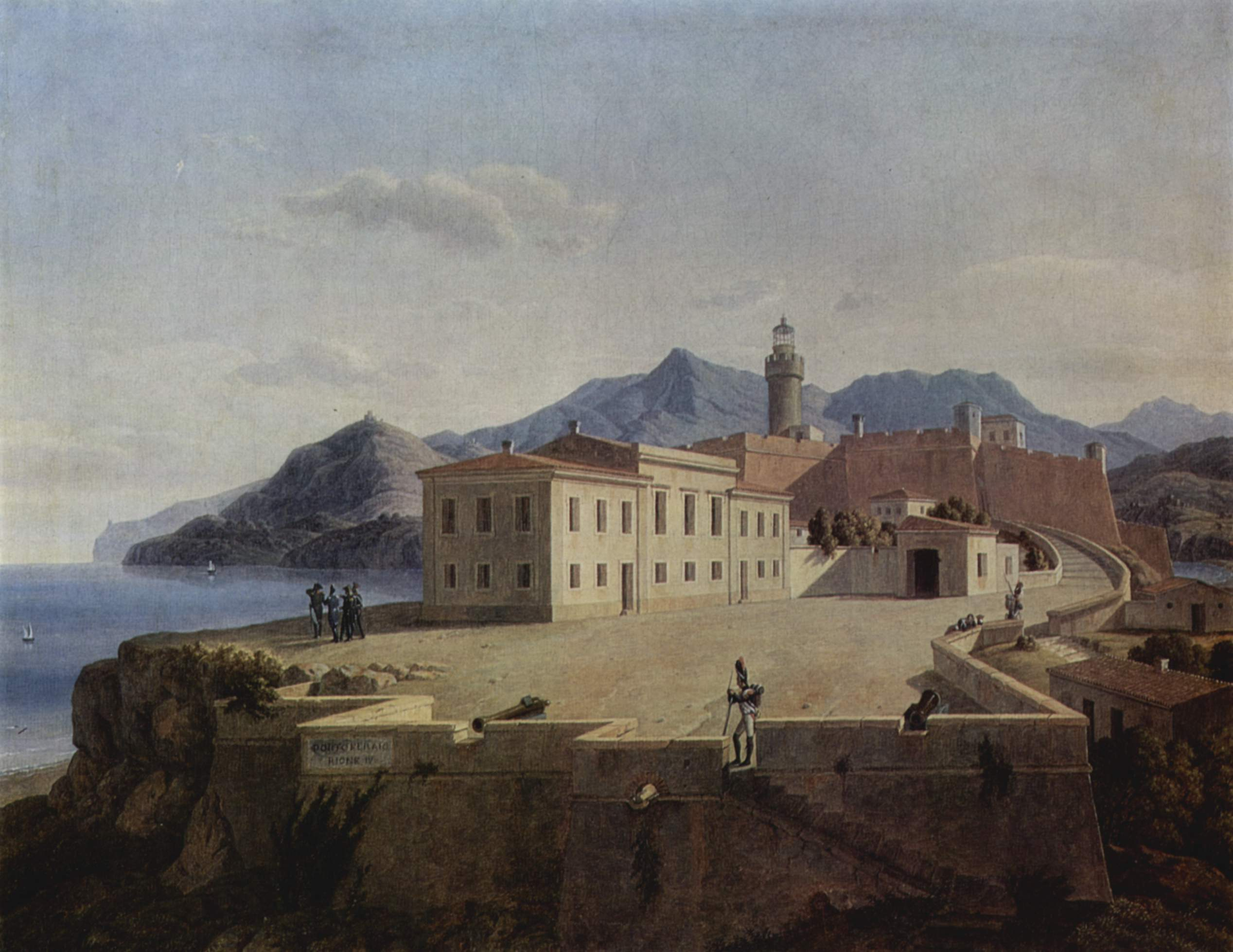
Napoleon Bonaparte in Portoferraio, 1839
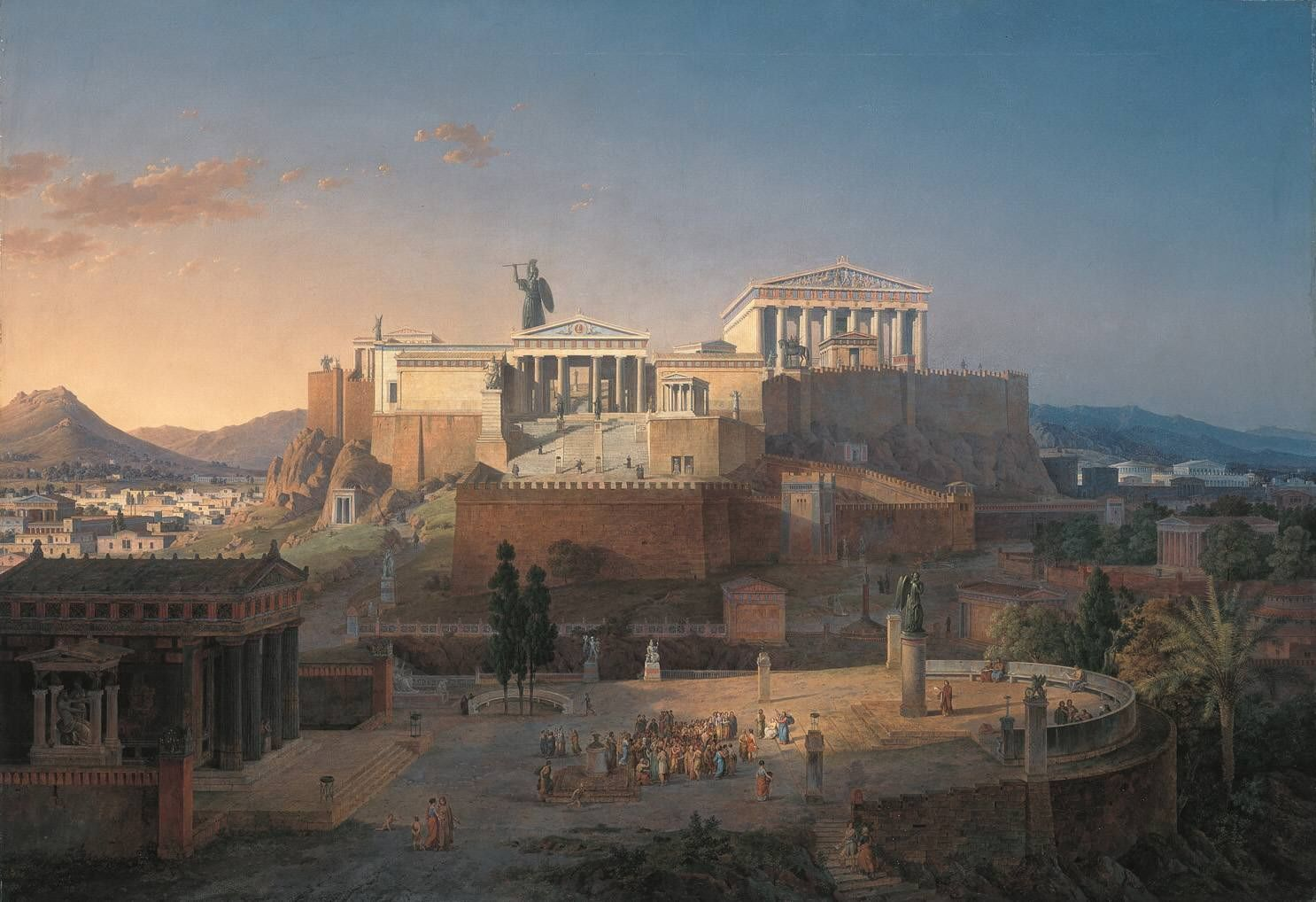
Geïdealiseerde blik op de Akropolis van Athene, 1846
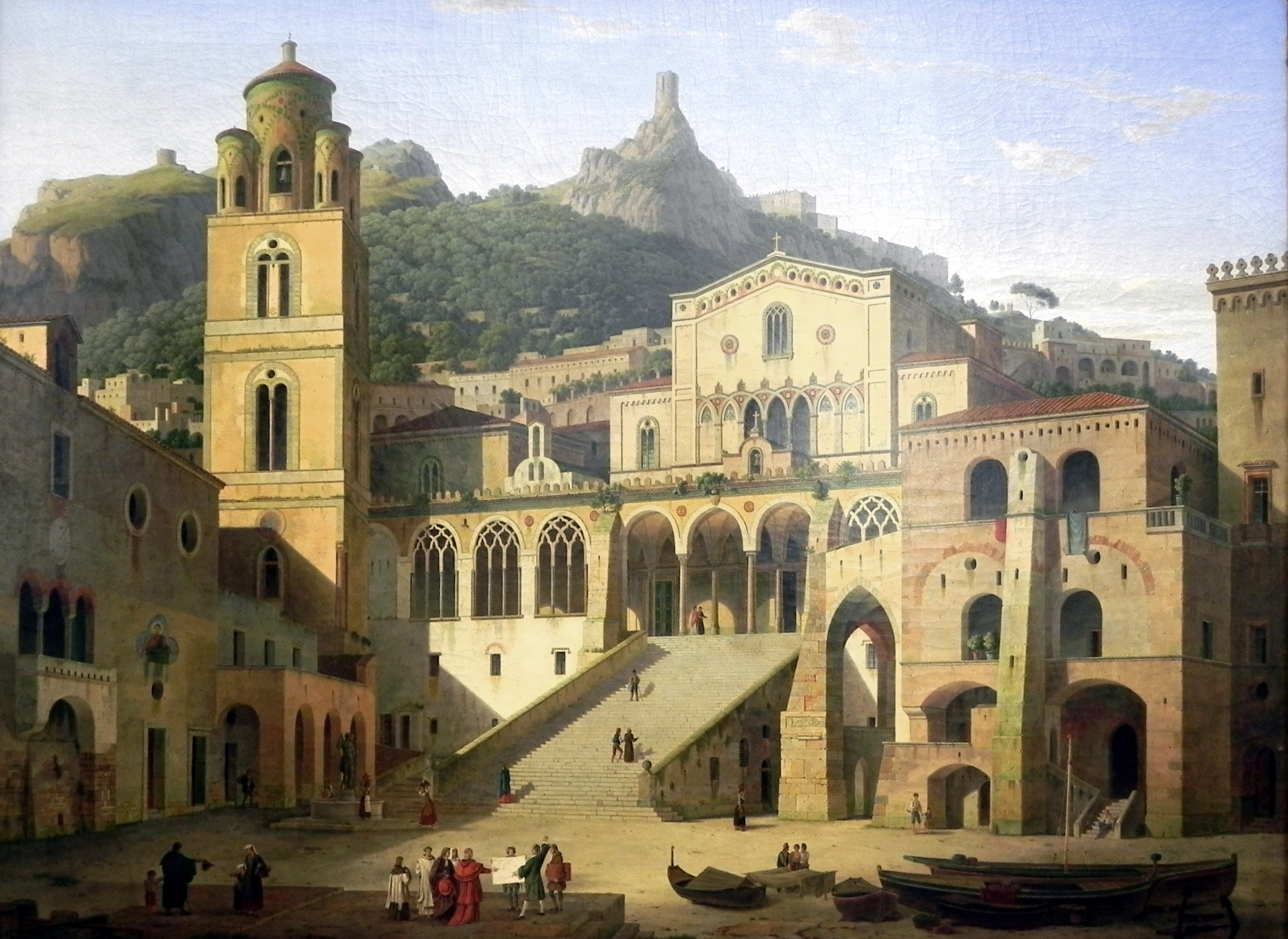
Domplein, Amalfi, 1859